# بازار سیرجان
بازار تاریخی سیرجان یکی از جاذبه‌های تاریخی و گردشگری است که در شهر سیرجان استان کرمان قرار دارد. این بازار از قدمتی نزدیک به دویست سال برخوردار است و به دوره قاجاریه تعلق دارد. ویژگی بارز این بازار فروش گیاهان دارویی و قاووت به عنوان سوغات شهر سیرجان است.

## دیرینگی بازار سیرجان
احتمالاً قدمت اولین بازار سیرجان به دوره قاجار بازمی‌گردد و در زمان سلطنت محمد شاه قاجار احداث شده است. در سال ۱۳۳۲ خورشیدی، بازار را مورد مرمت و بازسازی قرار دادند که این کار توسط معمار خوش‌سلیقه سیرجانی، استاد غلام عباس معماریان، انجام گرفت. به‌دلیل موقعیت مناسب در مرکز شهر، این بازار همچنان پابرجا است و محل دادوستد به‌شمار می‌رود.

## موقعیت قرارگیری بازار
بازار تاریخی سیرجان در خیابان امام خمینی واقع شده است. که از قسمت جنوبی به بلوار دکتر صادقی و از قسمت غربی به خیابان ۱۷ شهریور ختم می‌شود.

## قسمت‌های گوناگون بازار

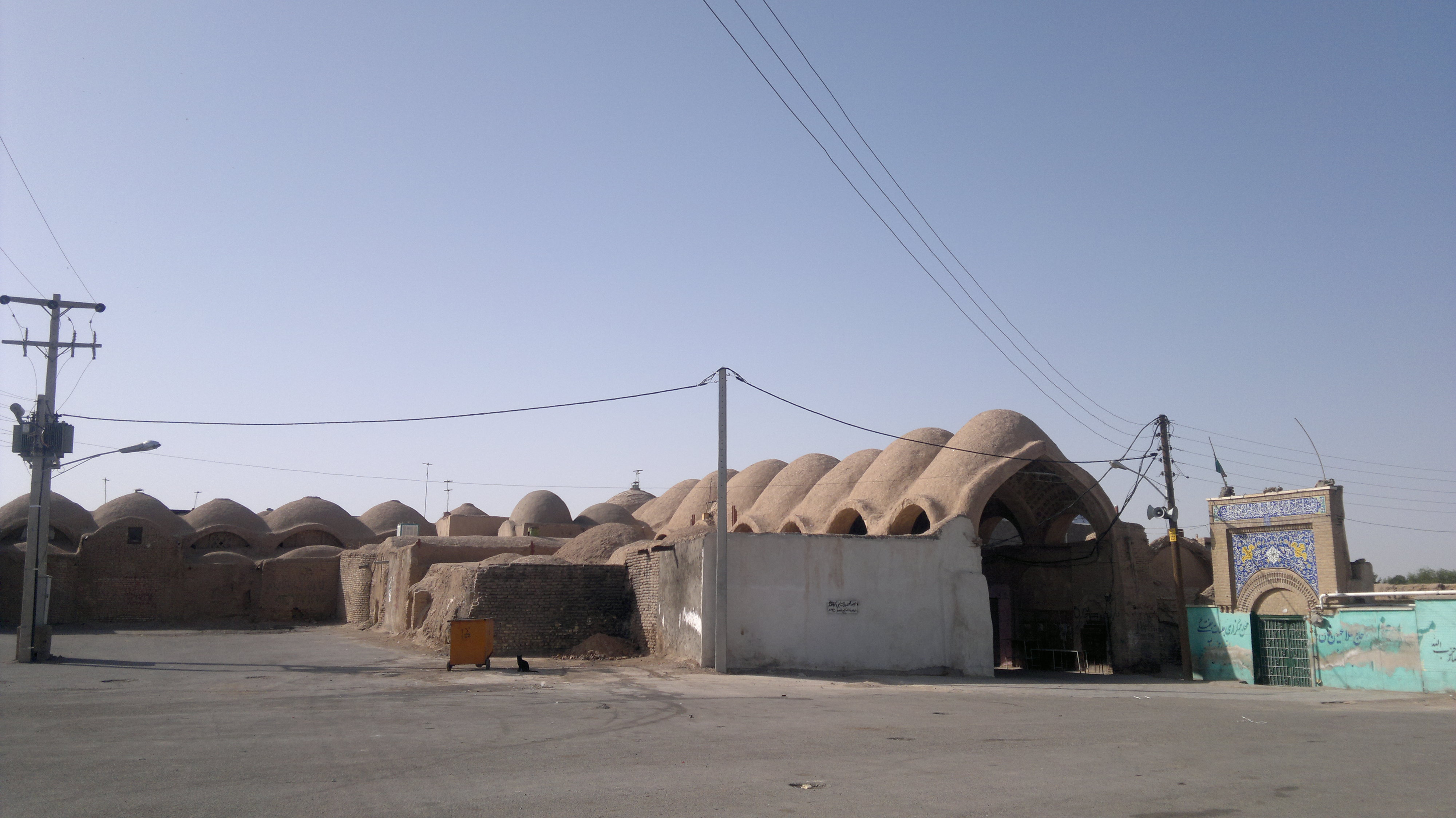
انتهای بازار تاریخی سیرجان

- بازار آقا ابراهیم: در بازار آقا ابراهیم گلیم‌های قدیمی و فرش‌های مختلف فروخته می‌شود. این بازار به کاروانسرای سیرجان راه دارد.
- بازار کلاه مال‌ها
- بازار بزازها
- بازار کچکو
- بازار یهودی‌ها
- کاروانسرای بازار سیرجان
- مسجد کلاه مال‌ها (امام جعفر صادق)